# Iosu Goñi
Iosu Goñi Leoz (* 4. Januar 1990 in Pamplona) ist ein spanischer Handballspieler, der zumeist auf Rückraum links eingesetzt wird.

## Vereinskarriere
Der 1,93 m große und 103 kg schwere Rechtshänder begann seine Profikarriere in der Saison 2009/2010 der Liga Asobal bei Ademar León. In der Copa del Rey de Balonmano 2009/10 und in der Copa Asobal 2011/12 unterlag er im Finale jeweils dem FC Barcelona. International erreichte er das Achtelfinale in der EHF Champions League 2009/2010 und 2012/2013 sowie jeweils das Viertelfinale im EHF-Pokal 2010/11 und in der EHF Champions League 2011/12. Bis einschließlich der Saison 2012/2013 war er in 51 Partien in Spaniens höchster Liga eingesetzt und warf darin 121 Tore.
Aufgrund der angespannten finanziellen Situation in León wurde Goñi, der noch einen Vertrag mit Ademar León bis 2014 hatte und dem sein Verein noch Entgelt schuldete, im April 2013 für 25.000 Euro bis Juni 2013 an den katarischen Verein Al Quiyada aus Doha ausgeliehen. Mit Al Quiyada belegte er den 2. Platz der nationalen Meisterschaft.
Ab Sommer 2013 lief er in Frankreich für Pays d’Aix UC in der ersten französischen Liga (LNH) auf. Wegen der Schulden seines alten Vereins Ademar bei ihm konnte er vor dem Ende seiner Vertragszeit und ablösefrei wechseln. Im Sommer 2020 wechselte er zum Ligakonkurrenten Chambéry Savoie HB. Im Februar 2022 wurde sein Vertrag dort bis Juni 2024, im Dezember 2023 bis Juni 2026 verlängert.

## Auswahlmannschaften
Iosu Goñi stand von 2007 bis 2021 mehrfach im Aufgebot der RFEBM-Auswahlmannschaften.
Er debütierte im Oktober 2007 mit der Jugendnationalmannschaft Spaniens. Mit dieser nahm er an der U-19-Weltmeisterschaft 2009 (6. Platz) teil. Bis Juli 2009 wurde er in 17 Partien der selección española juvenil eingesetzt und warf dabei 42 Tore.
Ab Oktober 2009 lief er mit den spanischen Junioren auf. Goñi nahm an der U-20-Europameisterschaft 2010 (7. Platz) und an der U-21-Weltmeisterschaft 2011 (5. Platz) teil. Bis Juli 2011 bestritt er 36 Länderspiele der Junioren und warf darin 112 Tore.
Am 5. April 2014 stand Iosu Goñi beim Swiss Handball Cup erstmals mit der spanischen A-Nationalmannschaft auf dem Feld; zuvor stand er im vorläufigen Kader für die Europameisterschaft 2014, wurde aber verletzungsbedingt nicht ins endgültige Aufgebot berufen. Mit der Auswahl nahm er auch an der Weltmeisterschaft 2017 (5. Platz) teil und gewann bei der Europameisterschaft 2018, bei der er während des Turniers in den Kader rückte, die Goldmedaille. Bei den Mittelmeerspielen 2018 belegte er mit Spanien Platz 3, bei der Weltmeisterschaft 2019 Platz 7. Bei der Europameisterschaft 2020 gewann er erneut den Titel. Bei der Weltmeisterschaft 2021 war er Nachrücker, wurde in einem Spiel eingesetzt und belegte mit dem Team den 3. Platz. Sein letztes Spiel im Dress der RFEBM absolvierte Goñi im Juni 2021. Er bestritt insgesamt 69 Länderspiele mit der A-Auswahl Spaniens, in denen er 97 Tore warf.

## Erfolge (Auswahl)
- Europameister 2018
- Europameister 2020

## Privates
Goñi ist verheiratet und hat eine Tochter. Bei den Feierlichkeiten der Sanfermines gehört er per Familientradition zu den Trägern des Heiligenbildes.
Er studierte Sportwissenschaften.
Sein Vater Javier Goñi Herrera spielte als Handballtorwart bei Teka Santander und Atlético de Madrid, sein Bruder Manuel Goñi Leoz ist ebenfalls Handballspieler.
Während seiner Zeit in Katar gab es Gerüchte, dass er nun auch die katarische Staatsbürgerschaft annehmen könnte, um den Gastgeber bei der Weltmeisterschaft 2015 zu unterstützen.